# Afryka Północna

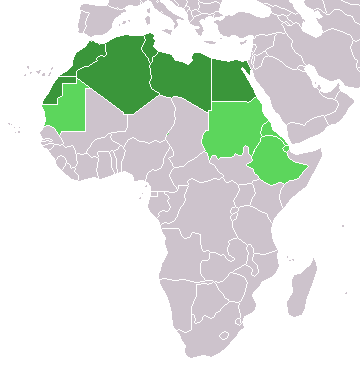
Państwa Afryki Północnej (kolor ciemnozielony: przynależność do regionu uznawana bezspornie, kolor jasnozielony: tylko według części klasyfikacji)

Afryka Północna – region Afryki, obejmujący północną część kontynentu. Zazwyczaj do krajów Afryki Północnej zalicza się następujące państwa:
- Algieria
- Egipt
- Libia
- Maroko
- Mauretania (czasem zaliczana do Afryki Zachodniej)
- Sahara Zachodnia (rzadko zaliczana do Afryki Zachodniej)
- Sudan (czasem zaliczany do Afryki Wschodniej)
- Tunezja

Niekiedy wlicza się także Etiopię, Erytreę i Dżibuti. Z drugiej strony termin ten jest zawężany do krajów Maghrebu.

## Historia
Najstarszą cywilizacją, która sformowała się w północnej części Afryki, była cywilizacja egipska. Rządzone przez faraonów państwa Dolnego i Górnego Egiptu powstały około IV tysiąclecia p.n.e. i zjednoczone zostały około XXI wieku p.n.e. Polityczne, gospodarcze i kulturowe wpływy egipskie sięgały Nubii, Etiopii, a nawet – dzięki morskim szlakom handlowym – krainy Punt.
Na przełomie XII i XI wieku p.n.e. na obszarze Numibii rozwinęło się państwo Kusz. W VIII wieku p.n.e. władcy Kusz sięgnęli po władzę w Egipcie i ponad sto lat rządzili nim jako tzw. dynastia etiopska.
W północno-zachodniej Afryce, wzdłuż wybrzeża Morza Śródziemnego, od XI wieku p.n.e. Fenicjanie zakładali faktorie handlowe i kolonie. Około 1100 roku p.n.e. powstała kolonia w Utyce, w 814 roku p.n.e. – w Kartaginie, która z czasem podporządkowała sobie inne kolonie fenickie. Dążenia do monopolizacji handlu morskiego przez Kartaginę doprowadziły do konfliktów z Rzymem i trzech wojen punickich (III–połowa II wieku p.n.e.), w wyniku których Kartagina została zniszczona.
Od około XI wieku p.n.e. na obszarze współczesnej północnej Etiopii rozwijało się państwo Aksum – według tradycji kontynuator królestwa Saby. Około 350 roku p.n.e. Aksum najechał Kusz i przyczynił się do jego upadku. W 333 roku władca Aksum, Ezana, przyjął chrzest w obrządku bizantyjskim. W VI wieku na terenie Aksum toczyły się liczne wojny religijne. Państwo upadło w X wieku wskutek najazdu przez Arabów.
W II–I wieku p.n.e. północne wybrzeże Afryki, łącznie z Egiptem, zostało zajęte przez Rzym, dzięki czemu region ten został ujednolicony pod względem gospodarczym i kulturowym. Taki stan rzeczy trwał do podziału cesarstwa rzymskiego w 395 roku. Egipt przypadł cesarstwu wschodniorzymskiemu i został utracony w VII wieku wskutek podbojów arabskich. W 429 roku obszary afrykańskie, należące do cesarstwa zachodniorzymskiego, zostały zajęte przez Wandalów.

### Islamizacja Afryki północnej (649 – 1055)
Po śmierci Mahometa, twórcy religii islamskiej, jego następcy – kalifowie – podjęli wielkie wyprawy wojenne przeciwko niewiernym. Ich wojska uderzyły między innymi na należący wtedy do Bizancjum Egipt (całkowicie opanowany do 649 roku) oraz Cyrenajkę i Trypolitanię w północnej Afryce. Do początku VIII wieku Arabowie opanowali całą Afrykę Północną, skąd w 711 wdarli się do Hiszpanii na Półwyspie Iberyjskim.
Rządzący z Bagdadu kalifowie dość szybko utracili jednak kontrolę nad Afryką Północną, w której władzę przejęły lokalne islamskie dynastie. Egipt stanowił odrębne państwo od 868 roku. W 969 Egipt opanowali szyiccy Fatymidzi. W 971 założyli oni Kair, przyszłą stolicę oraz centrum handlowe i naukowe. Już w 988 powstały tam jeden z pierwszych uniwersytetów średniowiecza i biblioteka, licząca 1600 tys. tomów.
W Maghrebie powstało silne państwo Zirydów, które rozpadło się w wyniku najazdu nomadów (1050 rok), nasłanych przez Fatymidów.